# 费爱国
费爱国（1955年7月7日—），男，江苏清江人，中国军事数据链和指挥信息系统专家，中国工程院院士，中国人民解放军空军装备研究院高级工程师，专业技术少将军衔。

## 生平
1981年，获得北京邮电学院硕士学位。2004年6月，获得北京科技大学控制科学与工程专业博士学位。